# Bill May
Bill May (1979. január 17. –) világbajnok amerikai szinkronúszó.

## Élete
A kilencvenes évek végéig az Egyesült Államok legjobb szinkronúszói közé tartozott, partnerével sorra nyerték a versenyeket, de sem világbajnokságon, sem pedig olimpián nem mérethette meg magát. Végül 2004-ben visszavonult, ezután egy Las Vegas-i cirkusz vizes műsoraiban szerepelt. 2014 novemberének végén ismét visszatért. Ekkortájt derült ki, hogy a Nemzetközi Úszószövetség (FINA) a vegyes párost is betette a 2015-ös kazanyi vizes-vb programjába, így először indulhattak férfi szinkronúszók vb-n. May a technikai versenyre Christina Jonesszal, a szabadprogramra – a kétszeres világbajnok – Kristina Lum-Underwooddal készült fel.
Az erőfeszítéseket siker koronázta, hiszen előbbivel – 0,2122-ed pontkülönbséggel az oroszok előtt – aranyérmet, míg az utóbbival a dobogó második fokára állhatott fel.